# Krosstindur
Krosstindur är ett berg i Färöarna (Kungariket Danmark). Det ligger i sýslan Streymoyar sýsla, i den centrala delen av landet, 17 km väster om huvudstaden Tórshavn. Toppen på Krosstindur är 574 meter över havet. Krosstindur ligger på ön Vágar.
Terrängen runt Krosstindur är kuperad. Havet är nära Krosstindur åt sydost. Närmaste större samhälle är Tórshavn, 17,2 km öster om Krosstindur.